# UNADIS
UNADIS ("Unione Nazionale Dirigenti dello Stato") è un'organizzazione sindacale unitaria dei dirigenti dello Stato Italiano. Segretario generale è Paolo Vespasiami. Ha sede in Roma. 

## Storia
Fu costituita il 18 giugno 1992, a seguito di modifica di denominazione del Sindacato Nazionale dei Dirigenti dello Stato (SI.NA.DI.S.).

## Funzione
Rappresenta i dirigenti delle amministrazioni dello stato, anche ad ordinamento autonomo, compresi quelli degli organi costituzionali, le Agenzie e le Authorities, in servizio e in pensione. Aderisce alla CODIRP - Confederazione dei dirigenti della Repubblica.
Come organizzazione sindacale maggiormente rappresentativa dei dirigenti è parte contrattuale a tutti i livelli negoziali. Nell'ambito delle amministrazioni pubbliche è l'unico sindacato a rappresentare esclusivamente dirigenti.
Scopo dell'azione di UNADIS è promuovere la valorizzazione dell'autonomia e della responsabilità dei dirigenti pubblici, recuperando il valore strategico della Pubblica Amministrazione quale fattore di coesione del Paese e di garanzia dell'imparzialità e della legittimità dell'azione amministrativa.